# Soetkin, de waanzinnige

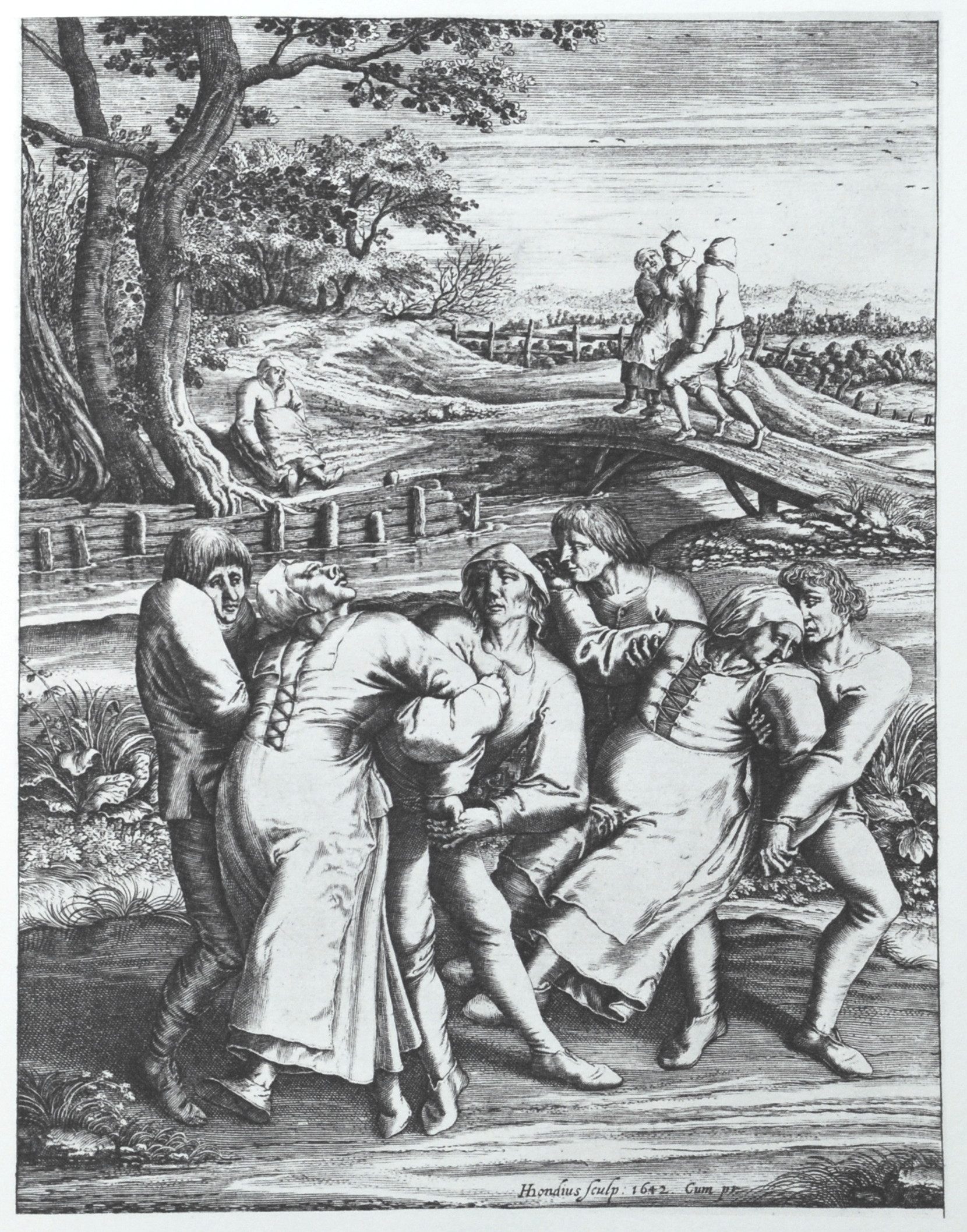
Twee groepen epileptici (uit de reeks bedevaarten van epileptici naar de kerk van Molenbeek) van Pieter Brueghel de Oude

Soetkin, de waanzinnige is het vijfde stripverhaal uit de reeks van De Geuzen. Het is geschreven door Willy Vandersteen en verscheen in 1987.

## Personages
In dit verhaal spelen de volgende personages mee:
- Hannes, Veerle, Tamme, Witte Weerlicht, veldheer Don Faderique, Rufus (koerier van Willem van Oranje), waardin, bezoekers herberg, Spaanse soldaten, schutterij en burgers van Naarden, Soetkin, arts, graaf Hugo van Aldenberg, Gerda (zus Hugo), jonker Paulus Stevenijn, raadsheer Joris Meerhout, vrouwelijke bewaakster van gesticht, zwakzinnigen, Maldor (kluizenaar), baljuw en knechten.

## Locaties
Dit verhaal speelt zich af op de volgende locaties:
- Naarden, raadhuis, hoeve van Hannes en Veerle in Brabant, herberg, hut in bos, kasteel Ravesteyn, gesticht, hut van Maldor,

## Het verhaal
De veldheer Don Faderique belegert met zijn mannen de stad Naarden, de hertog van Alva wil een snelle inname van de stad. Zo kan worden voorkomen dat Willem van Oranje de stad ontzet. Er is een onderhandelaar naar de stadhouder gestuurd, maar de geuzengezinde schuttersgilden en burgers weigerden. In Brabant beleven Hannes en Veerle hun wittebroodsweken op hun eigen hoeve. Ze zien hoe Rufus wordt achtervolgd en zijn paard struikelt, waarna Rufus gewond raakt. Hannes en Veerle verjagen de achtervolgers en verzorgen Rufus, die door Tamme naar hun hoeve wordt gebracht. Rufus vertelt dat hij een brief naar de stadhouder van Naarden moet brengen, maar twee verraders uit de omgeving van de prins wilden hem stoppen. Hannes en Tamme vertrekken en schuilen in een herberg voor de regen. Een van de achtervolgers herkent hen en geeft een carolusgulden aan de waardin om de 'rabauwen' te overmeesteren.
Hannes en Tamme kunnen ontkomen door hulp van Veerle, die tegen de wil van Hannes toch op weg is gegaan. Ze vertelt dat ze Rufus naar het ziekenhuis heeft gebracht. De tocht wordt voortgezet en Veerle vertelt Tamme dat haar vader haar heeft leren omgaan met de kruisboog. Ze komen bij een hut in een bos, maar daar komen ook Spaanse soldaten. Veerle lokt de mannen binnen, waarna Tamme ze uitschakelt. De mannen worden vastgebonden in een hok achter de hut en Hannes gaat 's nachts alleen door naar Naarden. Hannes komt in het Spaanse kamp en ziet dat dit bijna geheel verlaten is. Dan ontdekt Hannes dat er gevechten in de stad uitgebroken zijn, vluchtende burgers worden afgeslacht. Hannes helpt een gewonde man en hoort dat de stad verraden zijn. Er is een verdrag gesloten en de poorten werden geopend.
Vierhonderd mannen werden in een kerk gelokt en Spaanse haakbusschutters begonnen toen onverwacht te vuren. De overlevenden werden ook gedood en de veldheer gaf order de burgers te doden. Vrouwen en kinderen werden niet gespaard en de stad werd in brand gestoken. De man gaat dood en Hannes moet vechten met enkele Spanjaarden, maar kan ontkomen. Veerle gaat water halen en Tamme ziet dan een vrouw bij de hut. Ze valt en als hij haar wil helpen, blijken de Spanjaarden uitgebroken te zijn. Veerle kan de Spanjaarden verslaan, maar één kan ontkomen. Veerle verzorgt de vrouw die vertelt Soetkin te heten. Ze huilt en lacht en wordt meegenomen naar de hoeve, waar een arts haar onderzoekt. Hannes stuurt een koetsier met een boodschap naar de prins.

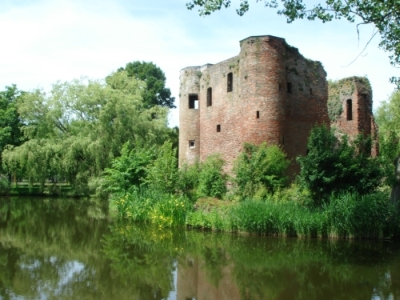
Ruïne van kasteel Ravesteyn

Tamme vertelt dat kasteel Ravesteyn weer bewoond is. De bewoner is een prinsgezinde edelman die terug is gekeerd uit Engeland. Hugo van Aldenberg vertelt dat hij Elizabeth I kon overhalen om de geuzenvloot in de Engelse havens te laten ankeren. Hij stelt zijn zus Gerda, jonker Paulus Stevenijn en raadsheer Joris Meerhout voor. Zij wonen ook op het kasteel. Hannes en Veerle worden uitgenodigd op het kasteel, Gerda blijkt een oogje op Hannes te hebben. Veerle laat merken dat ze dit niet toelaat en Gerda vertrekt kwaad. De graaf schenkt Veerle een gordeltas en verontschuldigt het gedrag van zijn zus. Veerle en Hannes gaan naar huis en de volgende dag wil Veerle Soetkin bezoeken in het gesticht. De arts en bewaakster zeggen echter dat er geen Soetkin aanwezig is. Veerle sluipt toch binnen en ziet dat zwakzinnigen als beesten behandeld worden. Veerle hoort van een vrouw dat Soetkin is ontsnapt, de baljuw en zijn knechten zoeken haar al dagen.
Veerle vertelt Hannes en Tamme wat er aan de hand is en Hannes gaat met Veerle naar Maldor om raad te vragen. De baljuw en zijn knechten zijn net bij de hut van de kluizenaar, maar vinden niks. Hannes vertelt Maldor wat er is gebeurd en de kluizenaar gebruikt poeders en kruiden en brandt deze in een schaal. In de rook is Soetkin te zien en dan vertelt Maldor dat zij allang hier aanwezig was. Hij heeft haar behandeld met kalmerende kruiden. Maldor gebruikt zijn magische krachten om de toekomst te doorgronden. Hij heeft een speciale constructie waaronder hij zich goed kan concentreren. Hij vertelt dat de toekomst van Soetkin vol gevaren is. Enkele weken later herinnert Soetkin zich nog altijd niet wat er is gebeurd, tijdens een angstaanval rent ze naar het moeras. De graaf van Aldenberg kan haar redden en Veerle vertelt Hannes wat er is gebeurd. Dan stort Soetkin van de trap.
Maldor komt te hulp en het been van Soetkin wordt verzorgd, Maldor verwacht dat de schok de toestand van Soetkin verbeterd heeft. Soetkin werpt de gordeltas weg en Veerle begrijpt niks van dit gedrag. Hannes gaat naar het kasteel, er is nieuws van de prins van Oranje. Gerda vertelt dat er al dagen een geheimzinnige man met een helm rond het kasteel rondsluipt. Als de graaf arriveert, vlucht de Helm. Ze achtervolgen de hem door het rietveld, maar dan wordt Paulus doodgeschoten. De schutter ontsnapt met een boot en de graaf zegt Hannes dat hij niet weet wie de Helm is. Hannes vertelt Veerle wat er is gebeurd en de volgende dag arriveren de graaf en baljuw met zijn knechten op de hoeve. Veerle wordt beschuldigd als Helm Paulus gedood te hebben. De kruisboog en pijlen van Veerle blijken verdwenen te zijn en Soetkin wordt als getuige gevraagd, maar is niet voor rede vatbaar.
Veerle wordt aangehouden en Tamme en Hannes helpen haar. Gerda wil dat de moordenares wordt opgesloten en Hannes vertelt dan over de persoonlijke vete. Gerda wil dat Joris Veerle neerschiet, maar dan wordt Joris zelf neergeschoten door de Helm. De baljuw en Tamme zoeken de Helm, maar die kan ontkomen en gaat terug naar de hoeve. Gerda wil Veerle aanvallen, maar wordt door de graaf tegengehouden. Veerle wordt door Hannes naar een andere kamer gestuurd. Veerle ontdekt dat Soetkin, die niet kan lopen, verdwenen is. Dan valt Gerda opnieuw Veerle aan, maar de Helm houdt haar tegen. Het blijkt Soetkin te zijn en ze vertelt dat ze haar geheugen terug kreeg toen ze de gordeltas zag. Ze vertelt dat Maldor hielp een gewond been te simuleren. Toen haar ouders vermoord waren, ontdekte Soetkin een monsterachtig verraad. De verraders ontkwamen via een geheime gang toen het raadhuis in brand werd gestoken, zodat het leek dat ook zij waren omgekomen.
Soetkin wil wraak en raakt Gerda. De graaf wil vluchten, maar wordt door Hannes gestopt. Toch kan de graaf Soetkin neerschieten en hij ontkomt. Maldor vertelt dan dat de verraders snel hun straf zullen krijgen. De koets bevat buskruit en er is een pistool met een touw aan de trekker aangebracht door Maldor. De koets vertrekt en ontploft. Als Tamme en de baljuw terugkomen, zijn de verraders al begraven. Soetkin is gewond, maar herstelt en vertrekt na enkele weken naar verwanten in Alkmaar. Het bloedbad van Naarden bezorgden de geuzen meer aanhangers.
De zeven jagers ·
De ekster op de galg ·
Flodderbes, de heks ·
De rattenvanger ·
Soetkin, de waanzinnige ·
Onheil boven Damme ·
Strijd om slot Loevestein ·
Verraad in Duindijke ·
De nacht van de satanszoon ·
De wildeman van Gaasbeek